# بويحيا
بويحيا أو أولاد بويحيا هما قصرين ببلدية تامست الواقعة ضمن دائرة فنوغيل بولاية أدرار الجزائرية، يسمى الأول بويحيا الشرقي أو الفوقاني ويقع بمحاذات الطريق الوطني رقم 6 ويسمى الثاني بويحيا الغربي أو التحتاني ويقع للغرب من الأول.

## الموقع
يحد قصر بويحيا من الشمال قصر بوعمور، من الشرق والغرب الحمادة ومن الجنوب قصر جديد.

## الفلاحة
يعمل أغلب سكان قصر بويحيا في الفلاحة التي يغلب عليها غرس النخيل ويستعمل السكان تقنية الفقارة لتوفير المياه للسقي، نجد ببويحيا أربعة عشرة فقارة هي:

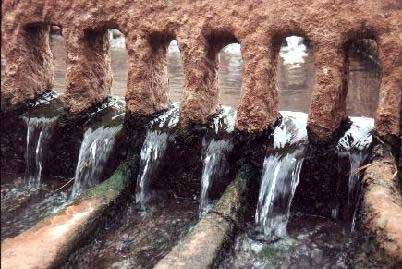
قصري لتقسيم ماء الفقارة

| إسم الفقارة | عدد الآبار |
| ----------- | ---------- |
| بودغا       | 350        |
| كريندو      | 260        |
| تادمايت     | 366        |
| تمازور      | 400        |
| تاسمان      | 350        |